# 常福寺 (土浦市)
常福寺（じょうふくじ）は、茨城県土浦市下高津にある新義真言宗の寺院である。土浦旧市街の南側に位置し、旧水戸街道の西側にほぼ隣接している。隣接地には茅葺の社殿を有する愛宕神社がある。
学校法人常福寺学園（もみじ幼稚園）を経営している。

## 歴史
常福寺は、平安時代初期、最澄の高弟最仙の開基と伝えられている。
1905年（明治38年）10月1日の創立から1913年（大正2年）3月20日の移転までの間、旧制常総学院中学校が境内にあった。

## 文化財

### 重要文化財（国指定）
- 木造薬師如来坐像

1920年8月16日重要文化財指定。制作は平安末期。

### その他
- イチョウ

樹齢400年。
- 色川三郎兵衛銅像

現在は旧川口川近くにあるが、古くは常福寺にあった。